# 北九州市立向洋中学校
北九州市立向洋中学校（きたきゅうしゅうしりつこうようちゅうがっこう）は、福岡県北九州市若松区にある市立中学校。

## 沿革
- 1947年4月 - 若松市立第一中学校開校。
- 1963年4月 - 北九州市立向洋中学校に改称

## 通学区域
- 北九州市立赤崎小学校通学区
  - 赤崎町、上原町の一部、響南町、小石本村町、下原町の一部、西小石町、原町の一部、東小石町、深町の一部、大字小石の一部
- 北九州市立小石小学校通学区
  - 上原町の一部、小糸町の一部、迫田町、下原町の一部、棚田町、中畑町、西畑町の一部、宮前町、大字小竹の一部

## 著名な出身者
- 大江慎也 - ロックミュージシャン（ルースターズ）
- 引田香織 - 歌手